# ثدييات حقيقية
الولودات المشيمية أو الثدييات الحقيقية أو البهائم الحقيقية أو أوثريا (الاسم العلمي: Eutheria) هي فرع حيوي يتبع الوحشيات ضمن طائفة الثدييات. الوحشيات الحقيقية هي واحدة من اثنين من الوحشيات الثديية التي لها أعضاء باقية حتى الآن وأن تباعدت في الطباشيري المبكر أو ربما الجوراسي المتأخر. باستثناء أبوسوم فيرجينيا من أمريكا الشمالية وهو من بعد وحشيات، جميع الثدييات ما بعد الميوسين الأصلية في أوروبا وأفريقيا وآسيا وأمريكا الشمالية شمالي المكسيك هي من الوحشيات الحقيقية. والوحشيات الحقيقية الباقية وسلفهم المشترك الأخير وجميع الأنواع المنقرضة المنحدرة من ذلك السلف هم أعضاء في المشيميات.
تتميز الوحشيات الحقيقية عن غيرها من الثدييات من خلال السمات المظهرية المختلفة للقدمين والكاحلين والفكين والأسنان. جميع الوحشيات الحقيقية الحية الباقية تفتقر إلى العظام فوق العانية والتي توجد في جميع الثدييات الحية الأخرى (الجرابيات وأحاديات المسلك). هذا يسمح لتوسيع البطن أثناء الحمل.
أقدم الأنواع المعروفة من الوحشيات الحقيقية هو الأم الجوراسية الصينية أو الجورامايا الصينية Juramaia sinensis التي تم تأريخ أحافيرها إلى 161 مليون سنة من العصر الجوراسي في الصين.
تم وضع الاسم العلمي اللاتيني Eutheria للوحشيات الحقيقية في عام 1872 من قبل ثيودور غيل وعرّفها توماس هنري هكسلي في عام 1880 بأنه تشمل مجموعة محددة بشكل أوسع من المشيميات.

## التاريخ التطوري
تحتوي الوحشيات الحقيقية على العديد من الأجناس المنقرضة بالإضافة إلى مجموعات أكبر العديد منها ذات تاريخ تصنيفي معقد لا يزال غير مفهوم تمامًا. وقد تم وضع أعضاء سارقات البق وأشباهها والزبابات الأرنبية الصغيرة والعرسيات الرقيقة سابقا داخل المجموعة المشيمية العتيقة آكلات الحشرات، في حين اعتبرت سارقات الريح من الحافريات البدائية. ومع ذلك، فقد أشارت دراسات حديثة إلى أن هذه الأنواع المبهمة تمثل مجموعة تاجية من الوحشيات الحقيقية أكثر قاعدية من المشيميات.
ويعتبر المخطط التطوري ضعيف الأفضلية أن الوحشيات الشمالية والثدييات الأطلسية كفروع قاعدية من الوحشيات الحقيقية.
|  | غريبات المفاصل |
|  |                |
|  | وحشيات أفريقية |
|  |                |

|  | لوراسيات    |
|  |             |
|  | فوق رئيسيات |
|  |             |

|  | غريبات المفاصل |
|  |                |
|  | وحشيات أفريقية |
|  |                |

|  | لوراسيات    |
|  |             |
|  | فوق رئيسيات |
|  |             |

- التصنيف الفرعي:
  - المشيميات (الاسم العلمي: Placentalia)
- أجناس منقرضة:
  - (الاسم العلمي: †Murtoilestes)
  - (الاسم العلمي: †Prokennalestes)
  - (الاسم العلمي: †Eomaia)
  - (الاسم العلمي: †Montanalestes)
- رتب منقرضة:
  - (الاسم العلمي: †Didelphodonta)
  - (الاسم العلمي: †Asioryctitheria)